# Famadihana
Le famadihana, ou retournement des morts, est une coutume funéraire que l'on rencontre dans certaines régions de Madagascar notamment la région des Hautes Terres. Bien qu'apparu assez tardivement semble-t-il dans l'île (peut-être seulement après le XVIIe siècle), tout au moins sous sa forme actuelle, le famadihana se situe dans le prolongement de la vieille coutume des « doubles funérailles » très répandue avant l'époque moderne en Asie du Sud-Est mais aussi en Égypte antique, ainsi que dans le Proche-Orient ancien (dans l'ancien Israël, à Babylone ou chez les zoroastriens en Perse) et dans la Grèce antique.

## Description
Selon la philosophie malgache, les mânes des défunts ne rejoignent définitivement le monde des ancêtres qu'après la corruption complète du corps, au bout d'une longue période pouvant durer des années, et après l'accomplissement de cérémonies appropriées. Le rituel d'ancestralisation, post-mortem, consiste à déterrer les os des ancêtres, à les envelopper cérémonieusement dans des tissus frais (lamba) et à les promener en dansant autour de la tombe avant de les enterrer à nouveau. À Madagascar cependant, cette ré-inhumation (littéralement « retournement ») finit par devenir périodique, en général tous les sept ans, dans une grande festivité réunissant tous les membres du groupe. À cette occasion, les linceuls de soie recouvrant les restes mortuaires décomposés de plusieurs corps sont renouvelés.
La cérémonie peut avoir lieu à la suite de plusieurs évènements : période de temps (sept ans) arrivée à terme, un des membres de la famille a rêvé qu'un ancêtre demandait une cérémonie, enterrement d'un nouveau défunt.

## Histoire
De nos jours, la pratique du famadihana tend à se raréfier, d'une part en raison du coût souvent élevé de la cérémonie, et d'autre part en raison de l'influence occidentale, notamment chrétienne[réf. souhaitée]. 
Jusqu'aux années 1980, les pratiques funéraires liées aux défunts se déroulaient dans des dolmens en pierre, mais les constructions traditionnelles ont été remplacées par des monuments en béton.
Les autorités ont constaté ces dernières années que les périodes durant lesquelles les cérémonies de famadihana étaient organisées, coïncidaient à la résurgence d'épidémie de peste pulmonaire, endémique à Madagascar. Les bactéries restant toujours actives plusieurs années après le décès des personnes malades. Pour limiter ce danger, les victimes de la peste ne peuvent être enterrées dans un tombeau susceptible d'être rouvert. Leur corps doit même être scellé dans une sépulture anonyme, ce qui n'empêche pas que des exhumations clandestines puissent se produire.

## Galerie

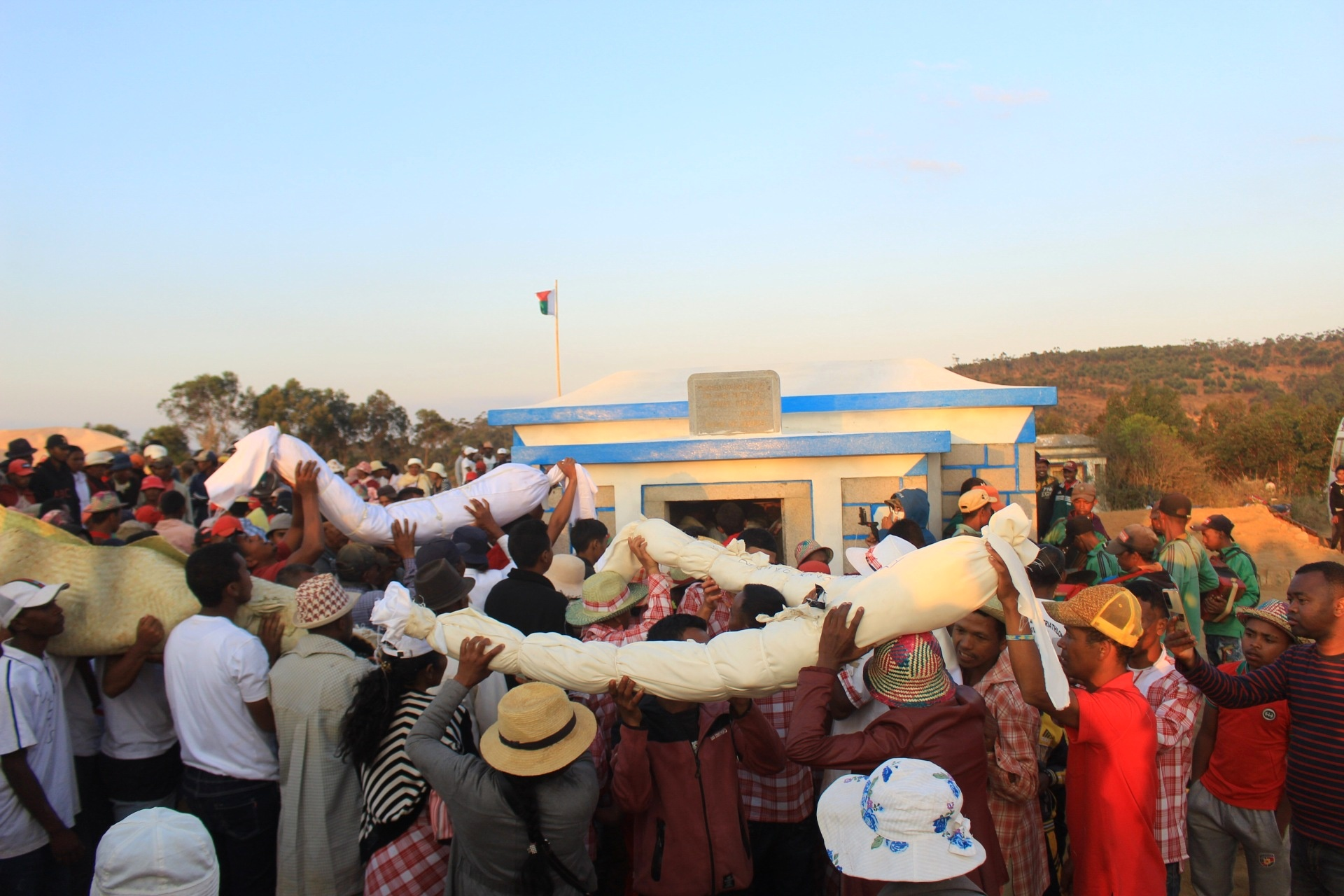
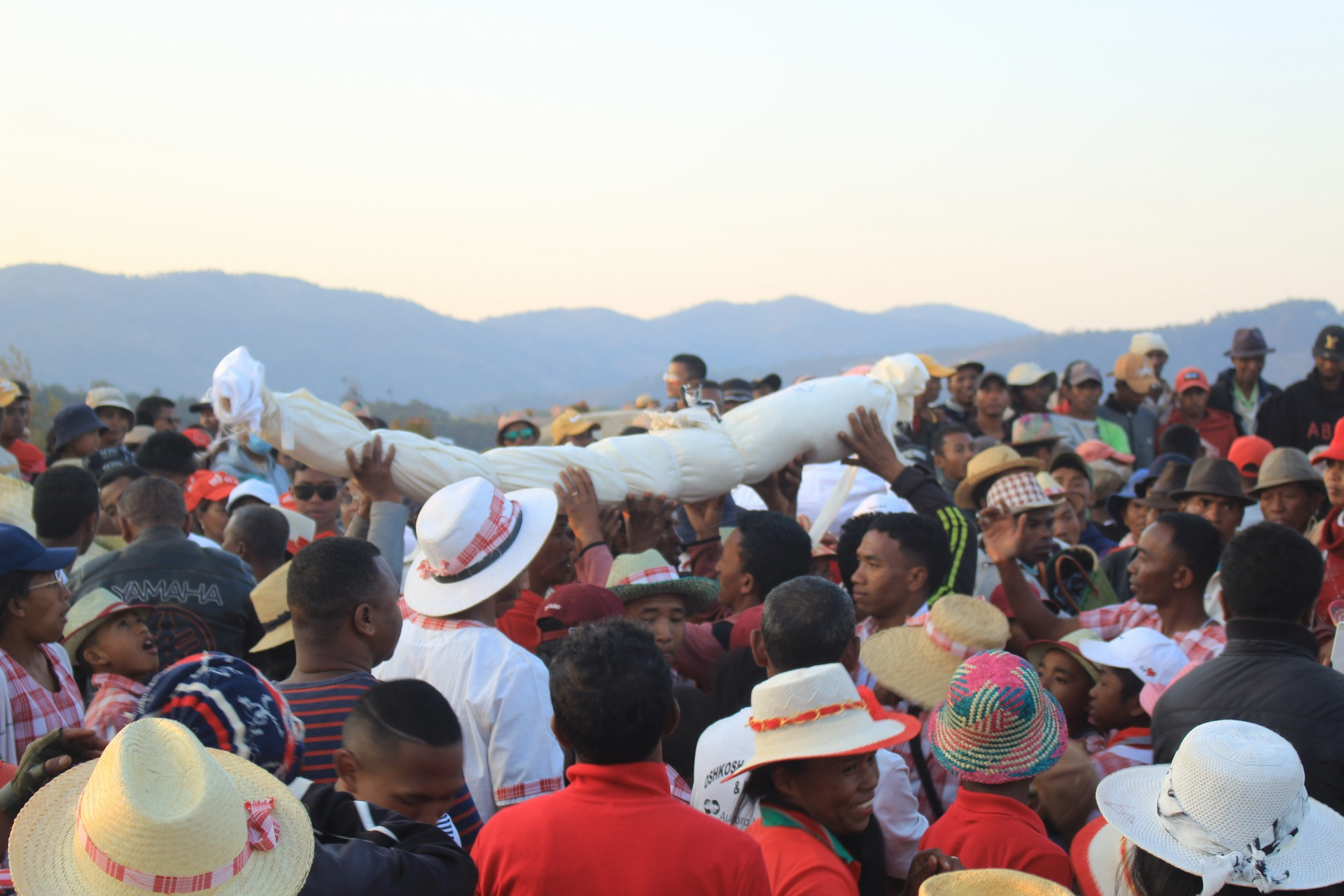